# ایستگاه متروی آکتون شمالی
ایستگاه متروی آکتون شمالی (انگلیسی: North Acton tube station) یکی از ایستگاه‌های متروی لندن است.
این ایستگاه که در منطقه ایلینگ لندن قرار دارد در سال ۱۹۲۳ تأسیس شده و جزئی از خط مرکزی متروی لندن است.

## نگارخانه

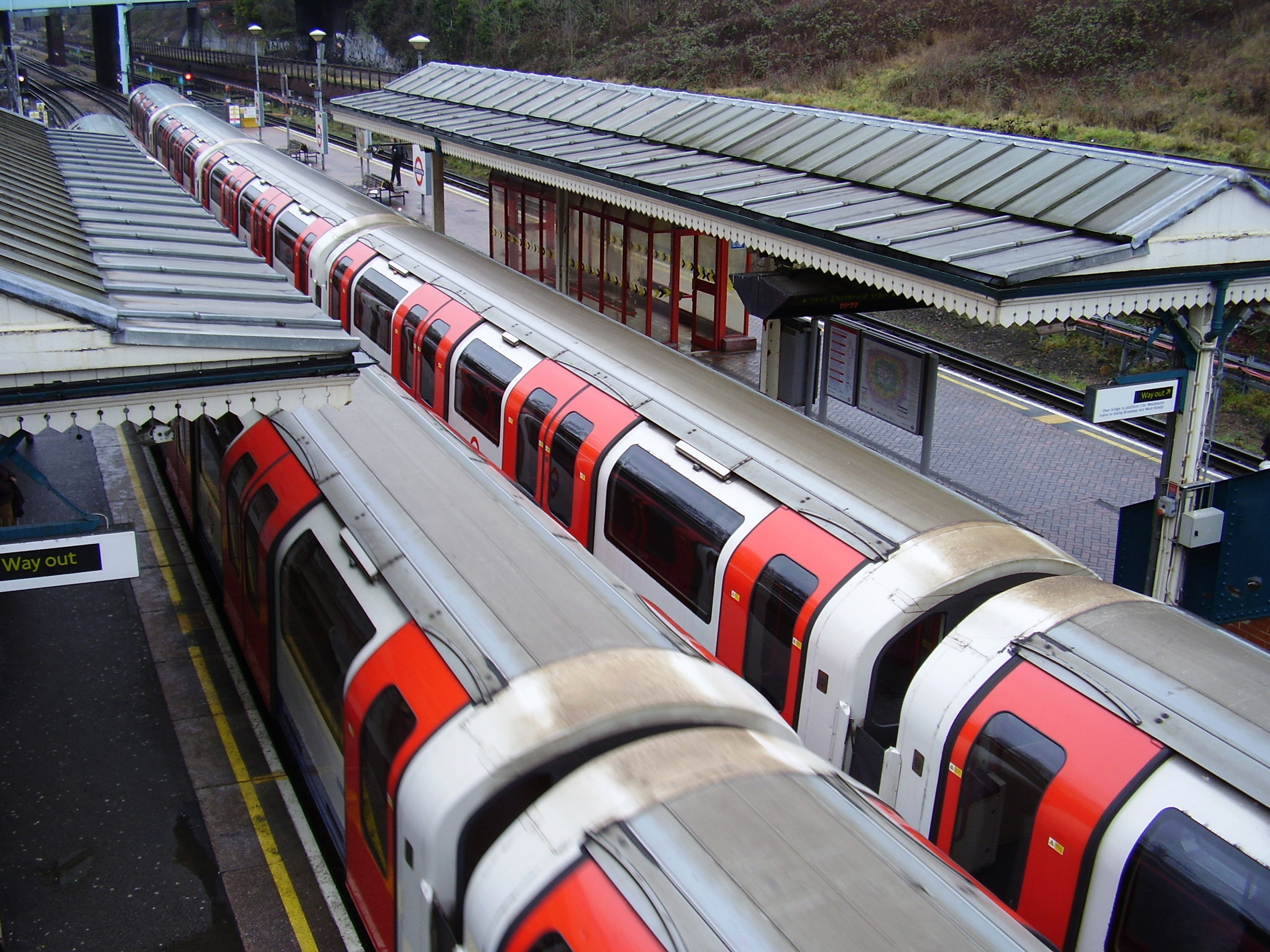
looking west, with westbound (left) and eastbound trains
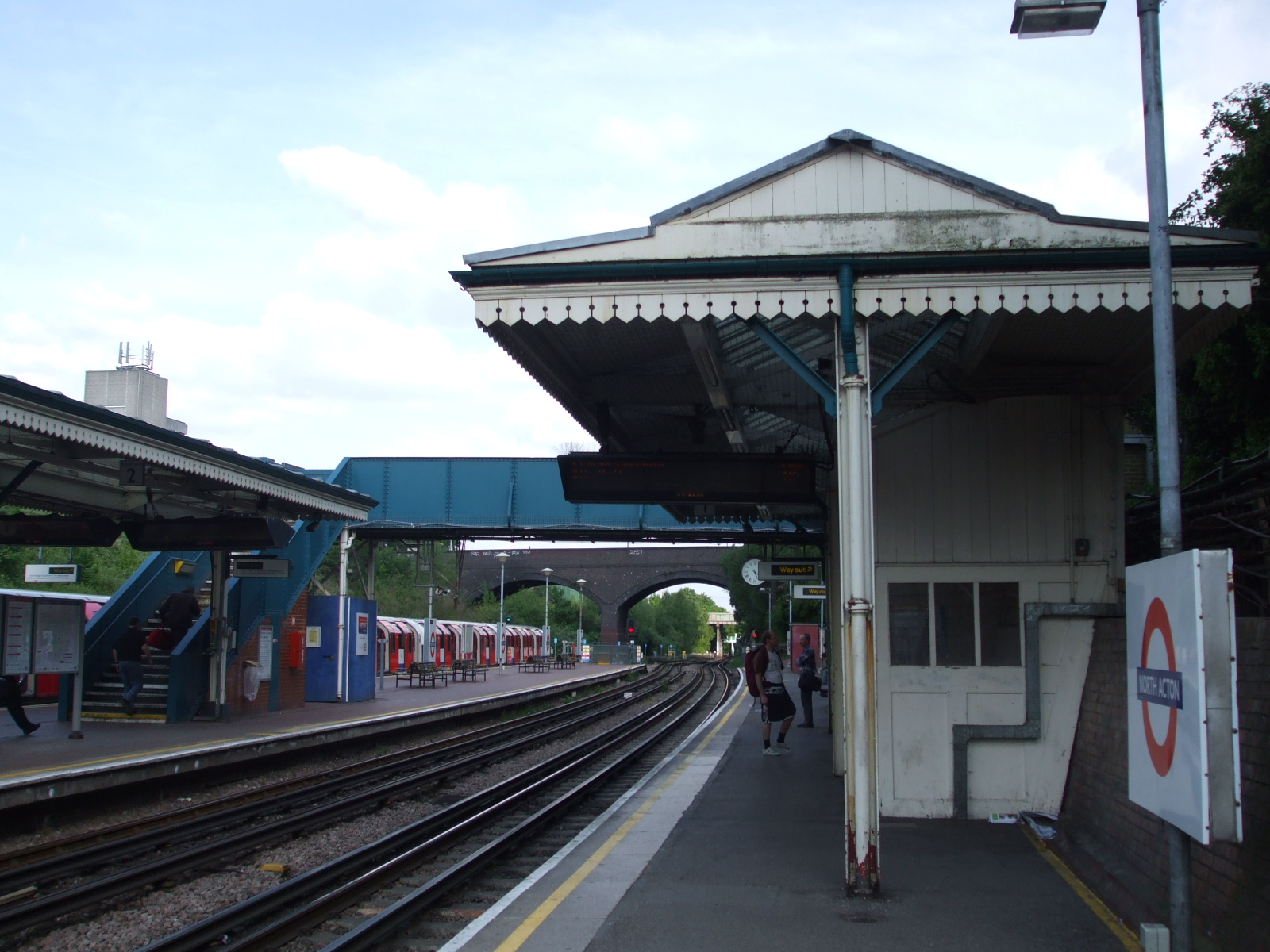
Looking east, with the island platform on the left
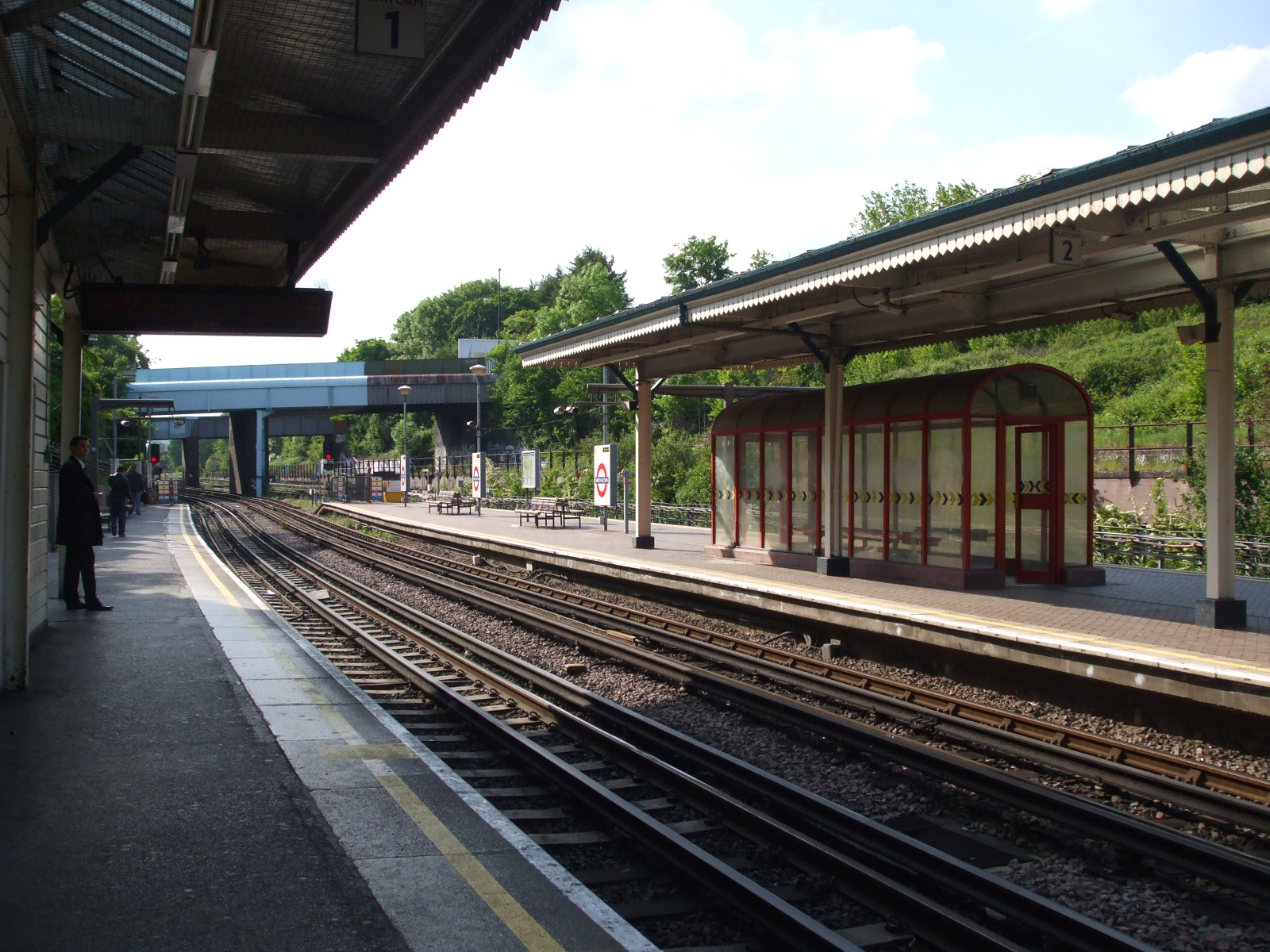
Looking west, with the island platform on the right
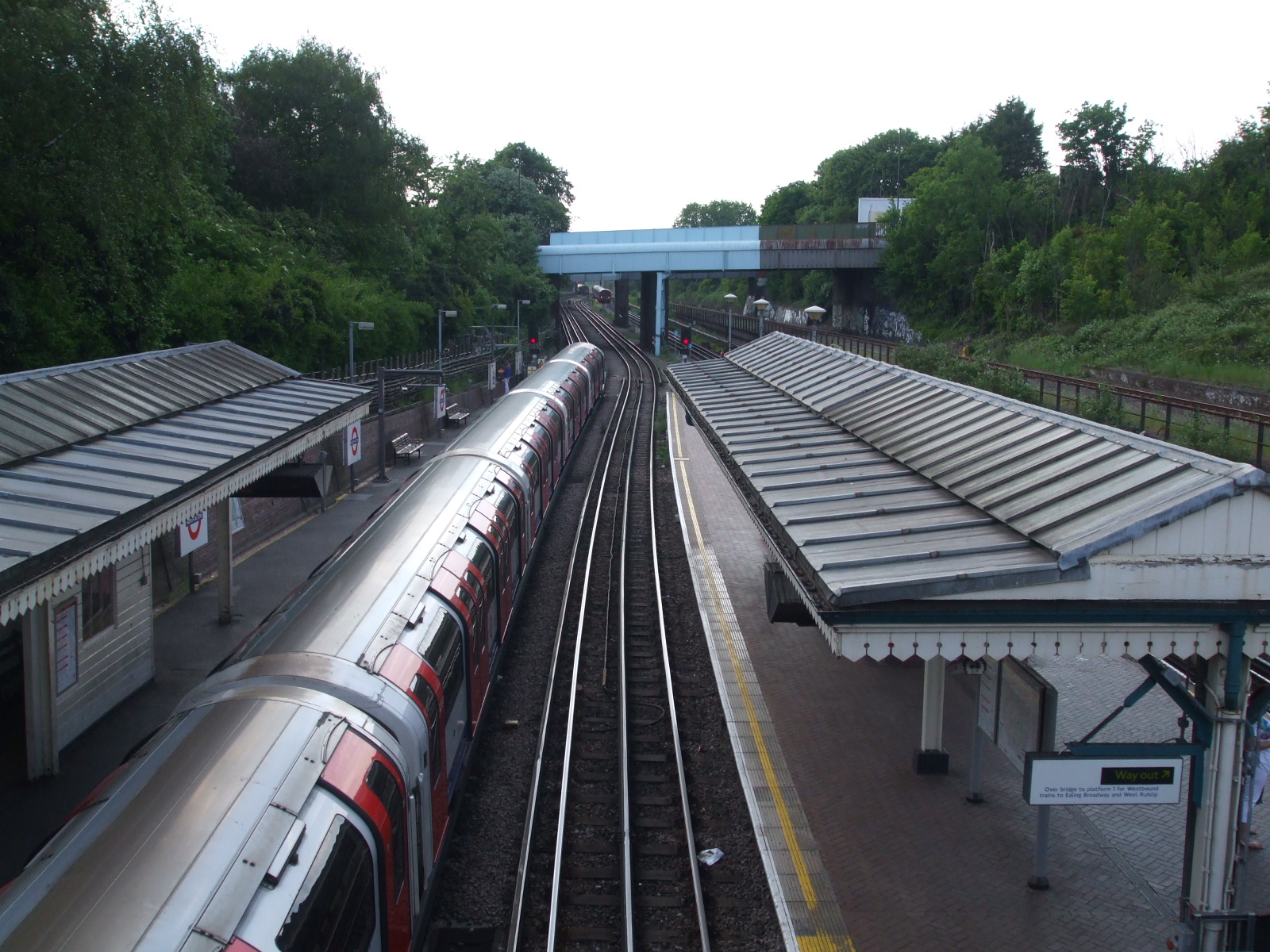
Looking west, with the disused GWR station on the extreme right
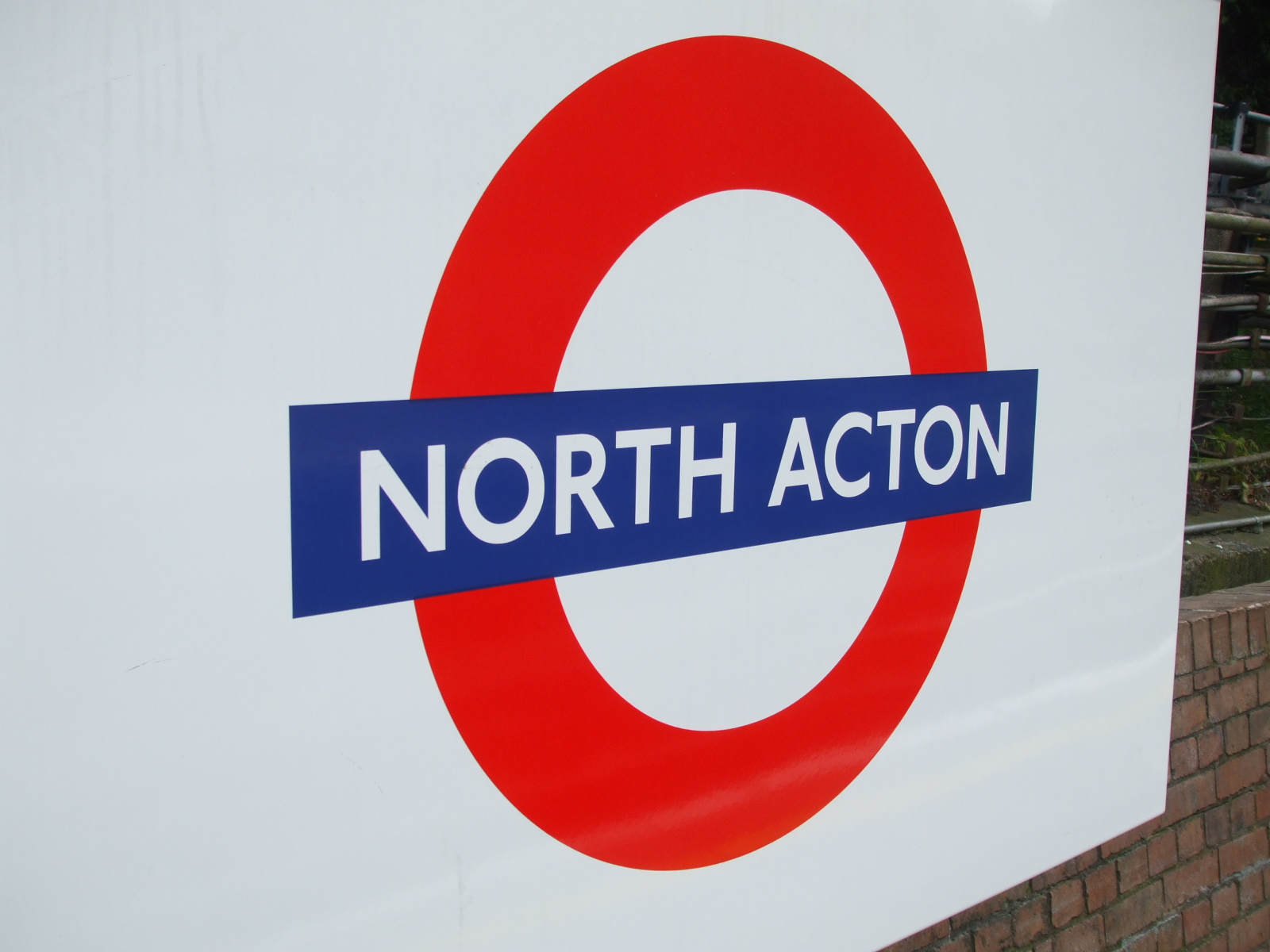
Roundel on westbound platform